# Claire City
Claire City est une municipalité américaine située dans le comté de Roberts, dans l'État du Dakota du Sud.
La localité est fondée en 1913. Elle doit son nom à l'épouse d'un des propriétaires du site, dont le second prénom était Claire.
Elle est située dans la réserve indienne de Lake Traverse.

## Démographie
Selon le recensement de 2010, Claire City compte 76 habitants. La municipalité s'étend sur 0,18 milles carrés (0,47 km2).
| 1920 | 1930 | 1940 | 1950 | 1960 | 1970 |
| ---- | ---- | ---- | ---- | ---- | ---- |
| 213  | 193  | 149  | 109  | 86   | 100  |

| 1980 | 1990 | 2000 | 2010 | - | - |
| ---- | ---- | ---- | ---- | - | - |
| 87   | 85   | 85   | 76   | - | - |